# Eerde
Eerde (52° 29′ N, 6° 27′ L) é uma vila situada no município de Ommen, província de Overissel. nos Países Baixos. Fica a 21 km a noroeste de Almelo.
No coração da aldeia de Eerde fica o castelo de Eerde, um castelo no estilo holandês-clássico de 1715, cercado por uma propriedade de 1.667 hectares, em estilo barroco, administrado pela fundação Natuurmonumenten desde 1965.